# Rajac (miasto Čačak)
Rajac (cyr. Рајац) – wieś w Serbii, w okręgu morawickim, w mieście Čačak. W 2011 roku liczyła 303 mieszkańców.